# 中豊島村
中豊島村（なかてしまむら）は、大阪府豊能郡にあった村。現在の豊中市の南東端、阪急宝塚本線服部天神駅・曽根駅の周辺にあたる。

## 地理
- 河川：天竺川

## 歴史
- 1889年（明治22年）4月1日 - 町村制の施行により、豊島郡福井村・岡山村・曽根村・服部村・長興寺村の区域をもって発足。
- 1896年（明治29年）4月1日 - 所属郡が豊能郡に変更。
- 1947年（昭和22年）3月15日 - 豊中市に編入。同日中豊島村廃止。

## 交通

### 鉄道路線
- 京阪神急行電鉄（現・阪急電鉄）
  - 宝塚本線
    - 服部駅（現・服部天神駅） - 曽根駅

### 道路
現在は旧村域を名神高速道路が通過するが、当時は未開通。